# Juan Ignacio Martínez
Juan Ignacio Martínez Jiménez (ur. 23 czerwca 1964 w Rabasie) – hiszpański trener piłkarski, wcześniej piłkarz grający na pozycji lewego obrońcy.

## Kariera piłkarska
Pierwsze treningi podjął w Alicante CF, od 1982 do 1984 roku był związany z Elche CF, a następnie grał w amatorskich klubach CD Benicarló, UD Melilla, UD Vall de Uxó, UD Almansa, CE Bocairent i CD Torrevieja. W 1991 roku, w wieku 27 lat, zdecydował o zakończeniu kariery i zajęciu się pracą szkoleniową.

## Kariera trenerska
Pierwszym zespołem, który samodzielnie trenował Juan Ignacio Martínez, było Alicante (1996–1997). W kolejnych latach opiekował się graczami Orihueli, Torreviejy, Mar Menor-San Javier, Cartageny oraz CD Alcoyano, aż w końcu w 2007 roku powierzono mu pracę w drugoligowej Salamance. Wykonał postawione przed nim zadanie - beniaminek Segunda División zajął 12. miejsce w tabeli i zapewnił sobie utrzymanie. W następnym sezonie pracował już w Albacete Balompié, które poprowadził do 15. lokaty w Segunda División 2008/2009. Potem zdecydował się na powrót do Cartageny, która wywalczyła właśnie pierwszy w swojej historii awans do drugiej ligi. W pierwszym sezonie po powrocie Martíneza na Estadio Cartagonova klub ten zajął wysoką, 5. lokatę w ostatecznej klasyfikacji. W następnym było nieco gorzej - zakończył rozgrywki na 13. miejscu.
9 czerwca 2011 roku zastąpił Luisa Garcíę Plazę na stanowisku trenera Levante UD. Włodarze Granotes (Żab) postawili przed nim jasny cel - utrzymanie w Primera División. Debiut Martíneza w najwyższej klasie rozgrywkowej przypadł na dzień 28 sierpnia. Na Coliseum Alfonso Pérez jego drużyna zremisowała z miejscowym Getafe CF 1-1. Od 4. do 10. kolejki klub z Walencji odnosił same zwycięstwa, pokonał m.in. późniejszego mistrza, Real Madryt, który zakończył rozgrywki z jedynie dwoma porażkami na koncie. Przez pewien czas, dzięki swojej kapitalnej postawie, Levante przewodziło nawet tabeli La Liga, a ostatecznie zajęło 6. miejsce, gwarantujące start w Lidze Europy. W następnym sezonie wyeliminowało tam Motherwell, Helsingborg, FC Twente (dwa ostatnie w fazie grupowej) i Olympiakos SFP, odpadło dopiero po rywalizacji z Rubinem Kazań (0-0, 0-2 po dogrywce) w 1/8 finału. W Primera División 2012/2013 Levante uplasowało się na 11. lokacie. Trener zdecydował, że nie przedłuży wygasającego z końcem sezonu kontraktu.
17 czerwca 2013 roku Martínez podpisał dwuletnią umowę z Realem Valladolid. Współpracę z tym klubem zakończył jednak już po roku, bowiem prowadzeni przez niego Pucelanos opuścili szeregi La Liga (19. miejsce w końcowej klasyfikacji Primera División 2013/2014).
Kolejnym przystankiem w karierze trenerskiej Juana Ignacio jest UD Almería. W drużynie z Estadio de los Juegos Mediterráneos zastąpił 11 grudnia 2014 roku zwolnionego Francisco Rodrígueza.